# Corjova (Dubăsari)
Corjova è un comune della Moldavia nel distretto di Dubăsari di 3.231 abitanti al censimento del 2004

## Località
Il comune è formato dall'insieme delle seguenti località (popolazione 2004):
- Corjova (2.055 abitanti)
- Mahala (1.176 abitanti)